# 493. pr. Kr.
◄ | 6. stoljeće pr. Kr. | 5. stoljeće pr. Kr. | 4. stoljeće pr. Kr. | ►
◄ | 520-ih pr. Kr. | 510-ih pr. Kr. | 500-ih pr. Kr. | 490-ih pr. Kr. | 480-ih pr. Kr. | 470-ih pr. Kr. | 460-ih pr. Kr. | ►
◄◄ | ◄ | 496. pr. Kr. | 495. pr. Kr. | 494. pr. Kr. | 493 pr. Kr. | 492. pr. Kr. | 491. pr. Kr. | 490. pr. Kr. | ► | ►►
Astronomija

## Događaji
- Kraj Jonskog ustanka

## Vanjske poveznice
|  | Zajednički poslužitelj ima još gradiva o temi 493. pr. Kr. |